# Elophila bourgognei
Elophila bourgognei is een vlinder uit de familie van de grasmotten (Crambidae), uit de onderfamilie van de Acentropinae. De wetenschappelijke naam van deze soort is voor het eerst gepubliceerd in 2001 door Patrice Leraut.
De soort is ontdekt in Frankrijk (Usson-du-Poitou). Deze soort is alleen bekend uit het museum. Gevreesd moet daarom worden dat deze soort is uitgestorven.